# WOEID
Un WOEID (Where On Earth IDentifier) es un identificador de referencia de 32 bits, originalmente definido por GeoPlanet y ahora asignado por Yahoo!, que identifica cualquier característica de la Tierra. En el año 2009, Yahoo! liberó por primera vez la información del WOEID de GeoPlanet al público, produciéndose la última liberación el 1 de junio de 2012. Poco después Yahoo! decidió detener la descarga de datos hasta que determinaran una manera mejor de acercar los datos como parte del servicio".
Los WOEIDs son empleados por otros proyectos, incluyendo Flickr, OpenStreetMap, y zWeather.

## Ejemplo
Ej. Berlín no conoce acerca de Alemania, el cual en si no conoce acerca de Europa, etc. GeoPlanet records, o lugares que son llamados por Yahoo!,siempre(excepto uno) tienen referencias acerca de los lugares padres y por lo tanto ofrecen una relación entre los lugares como el siguiente:
- Padres (lugar circulante directo)
- Hijos (sub-lugares directos)
- Hermanas (lugares que comparten los mismos padres y el mismo tipo de lugar)
- Ancestros (conjunto de todos los padres)

Si tomas un e.j del distrito de nuestra compañía tendrias los siguientes árboles familiares:
- Alemania (WOEID 23424829)
  - Bundesland Berlin (WOEID 2345496)
    - Stadtkreis Berlin (WOEID 1259838)
      - Berlin (WOEID 638242)
        - Ortsteil Pankow (WOEID 26821868)
        - Ortsteil Prenzlauer Berg (WOEID 26821872)
        - Ortsteil Wedding (WOEID 26821851)

      - Suan Luang (WOEID 12756344)